# 欧里亚克机场
欧里亚克机场（法語：Aéroport d'Aurillac），全名为欧里亚克特龙基耶尔机场（法語：Aéroport d'Aurillac-Tronquières），是法国中南部城市欧里亚克的城市客运机场，位于欧里亚克市区西南5公里处，横跨欧里亚克和塞尔河畔阿尔帕容两个市镇。

## 历史
欧里亚克机场的早期历史尚不清楚。因上座率低，欧里亚克—巴黎航线曾多次面临被取消的风险，但因该地区特殊的地理位置，航空运输长期为欧里亚克前往首都巴黎的最便捷的交通方式，当地政府及民众亦多次请愿要求保留该机场的民用固定航线服务。

## 航空公司与目的地
截至2025年2月，欧里亚克机场开行1条固定航线。
| 航空公司         | 目的地    |
| ---------------- | --------- |
| Chalair Aviation | 巴黎-奥利 |

## 接驳交通
欧里亚克机场前方建有停车场及出租车站点，欧里亚克公交6路在机场附近设有“J-C Alphand”站。